# Плебен
Плебен (фр. Pleyben) — коммуна на северо-западе Франции, находится в регионе Бретань, департамент Финистер, округ Шатолен, кантон Бриек. Расположена в 50 км к юго-востоку от Бреста и в 30 км к северо-востоку от Кемпера. Южная граница коммуны проходит по реке Он. Через территорию коммуны проходит национальная автомагистраль N164.
Население (2019) — 3 640 человек. 

## История
Люди проживали на территории нынешнего с доисторических времен, о чем свидетельствуют находки периода мезолита,  сундук бронзового века  и хранилище бронзового оружия кельтского происхождения. 
В IX веке семейство Трезегиди возвело замок в месте одного из меандров  реки Он на высоком берегу, контролирующем движение по реке. В XVI веке он был разграблен, а в начале XX века почти полностью демонтирован. Сохранившиеся элементы бывшего замка стали частью фермы Manez Coz. Во время Религиозных войн Плебен, поддерживавший Католическую лигу, пострадал от рук сторонников Генриха IV – многие дома были сожжены и разграблены, около сотни видных горожан были казнены или арестованы. 
Начатое в 1806 году и завершенное в 1833 году строительство канала Нант-Брест привело к значительному экономическому росту, облегчая, в том числе, транспортировку добываемых в окрестностях Плебена сланцев.  

## Достопримечательности
- Приходской участок (Enclos paroissial) XV-XVII веков, включающий церковь Сен-Жермен, кальварию, оссуарий и триумфальную арку
- Часовня Нотр-Дам XV века
- Шато Кийен

## Экономика
Структура занятости населения:
- сельское хозяйство — 8,6 %
- промышленность — 7,4 %
- строительство — 4,1 %
- торговля, транспорт и сфера услуг — 35,1 %
- государственные и муниципальные службы — 44,8 %

Уровень безработицы (2018) — 10,9 % (Франция в целом —  13,4 %, департамент Финистер — 12,1 %). 

Среднегодовой доход на 1 человека, евро (2018) — 20 850 (Франция в целом — 21 730, департамент Финистер — 21 970).

## Демография
Динамика численности населения, чел.

## Администрация
Пост мэра Плебена с 2020 года занимает Амели Каро (Amélie Caro), член Совета департамента Финистер от кантона Бриек. На муниципальных выборах 2020 года возглавляемый ею центристский список победил во 2-м туре, получив 54,81 % голосов (из трёх списков).
| Период | Период | Фамилия          | Партия                                       | Примечания                        |
| ------ | ------ | ---------------- | -------------------------------------------- | --------------------------------- |
| 1971   | 1989   | Кристиан Савидан | Разные правые Союз за французскую демократию | фармацевт                         |
| 1989   | 1995   | Ив Жаме          | Разные левые                                 |                                   |
| 1995   | 2001   | Поль Флошле      | Разные правые                                |                                   |
| 2001   | 2008   | Жанин Пишон      | Разные правые                                | бывший префект                    |
| 2008   | 2020   | Анни Ле Вайян    | Разные правые                                | пенсионерка                       |
| 2020   |        | Амели Каро       | Разные правые                                | аудитор, член Совета департамента |

## Галерея

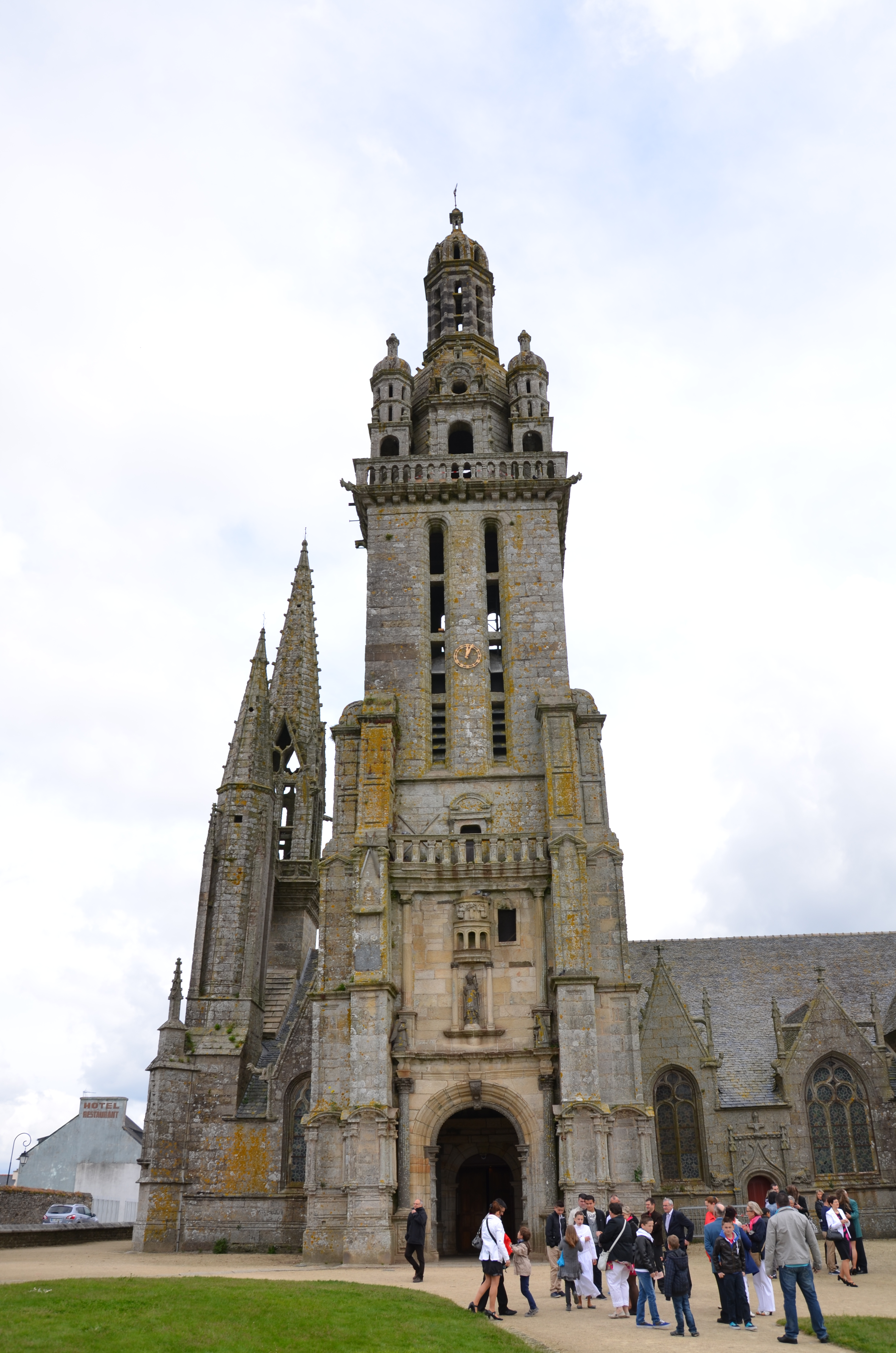
Церковь Сен-Жермен
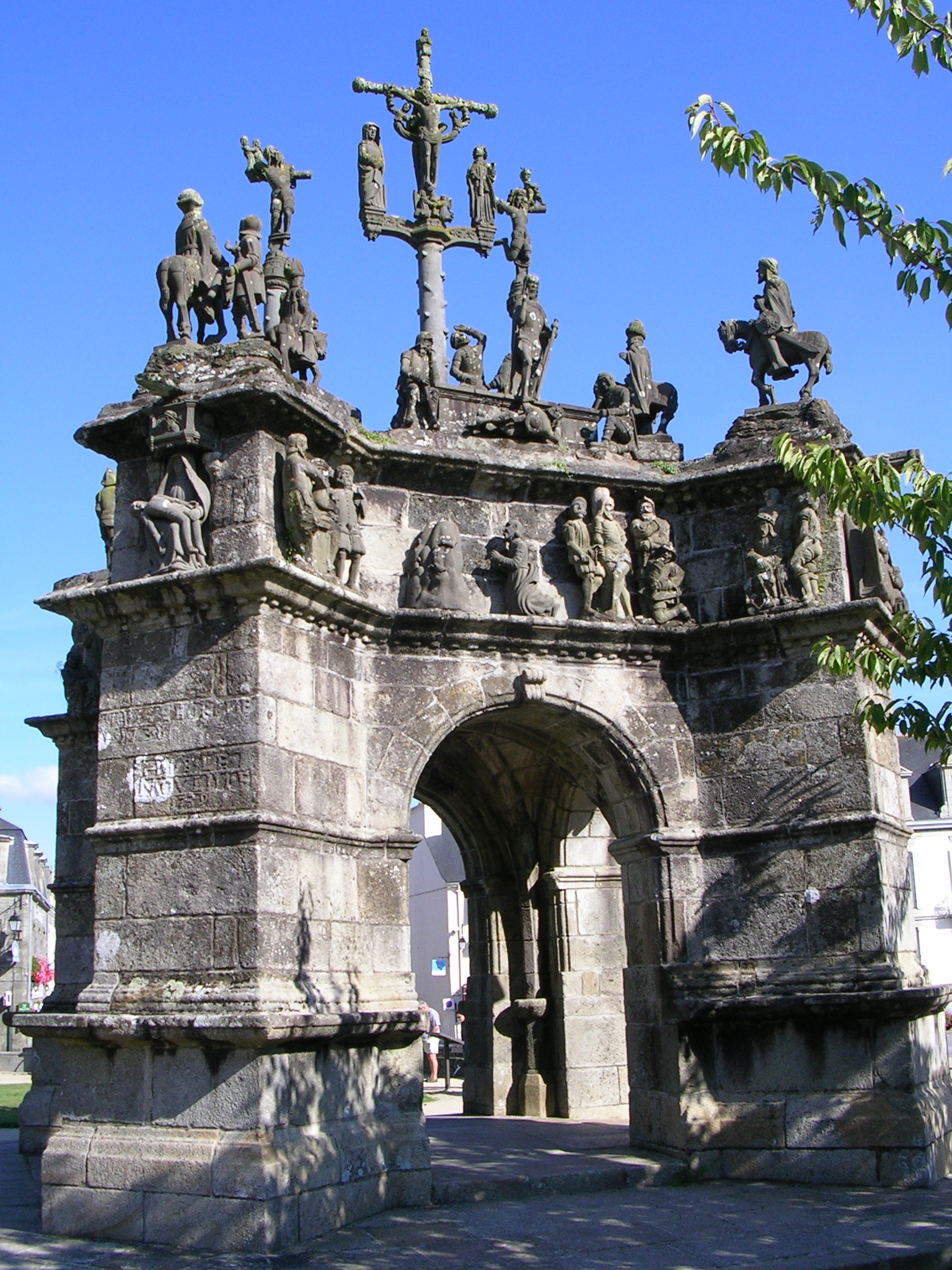
Кальвария
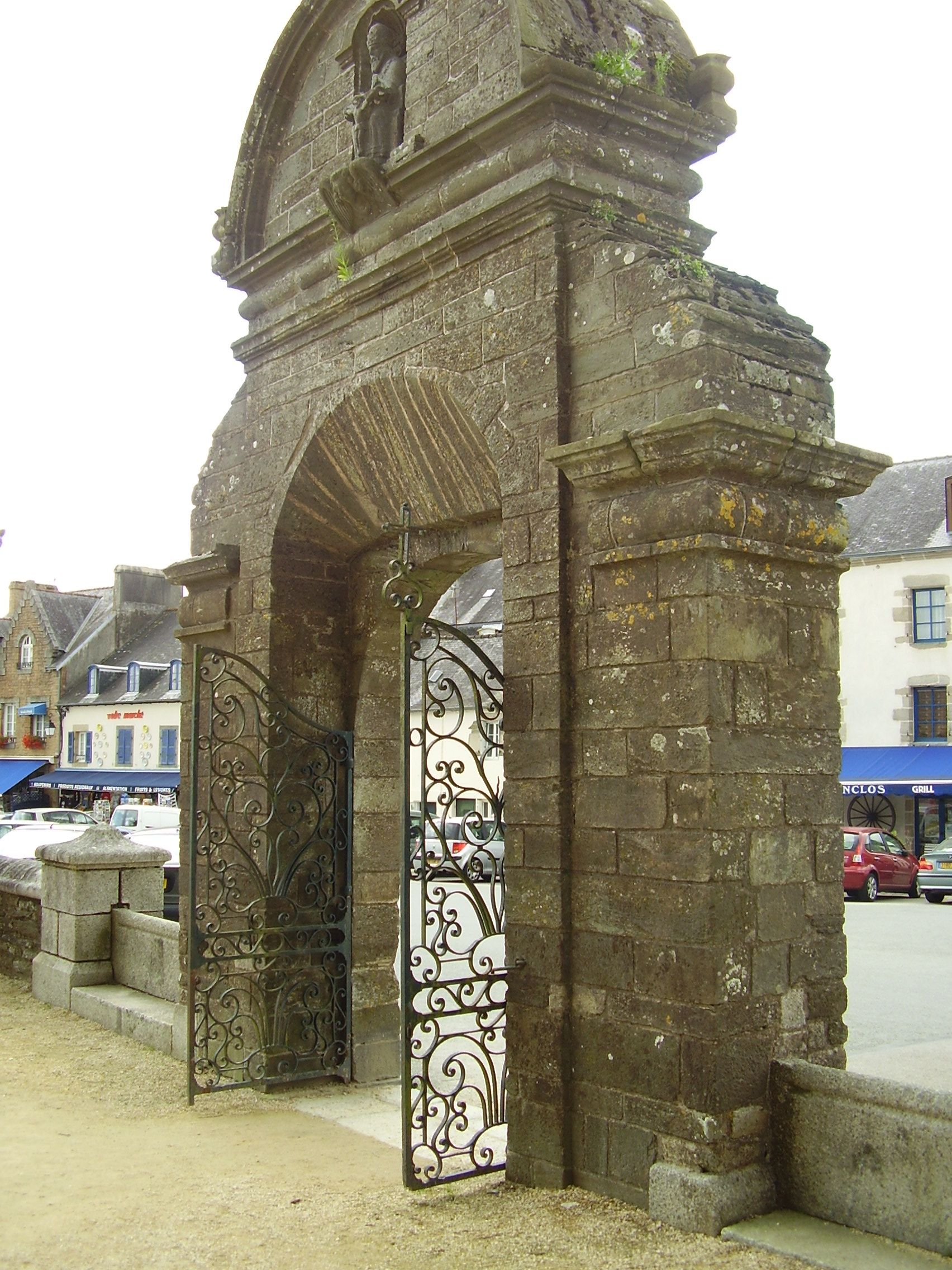
Арка